# Ali ibn Ridwan

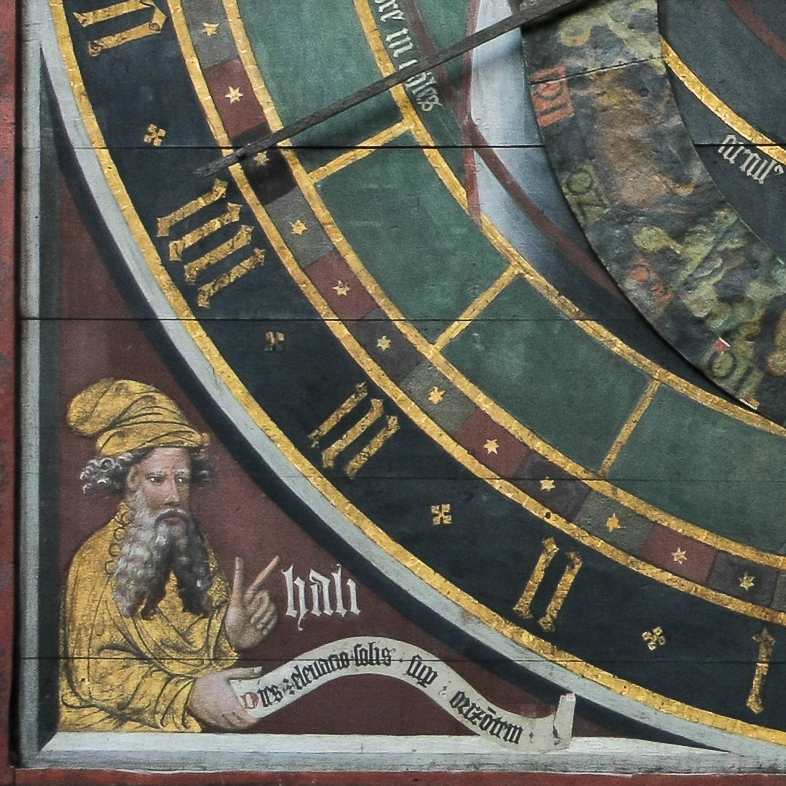
Hali (links unten) auf der Astronomischen Uhr des Nicolaus Lillienveld (1394), St.-Nikolai-Kirche (Stralsund).

Ali ibn Ridwan, auch Hali oder Abenrodano arabisch أبو الحسن علي بن رضوان Abu l-Hasan ʿAli ibn Ridwan, DMG Abū l-Ḥasan ʿAlī b. Riḍwān, (* um 988 (andere Angaben: um 998) in Gizeh bei Kairo, Ägypten; † 1061/62 oder 1067/68 in Kairo) war ägyptischer Arzt und Astrologe.

## Leben
Ali ibn Ridwan wurde als Sohn eines Bäckers in Gizeh geboren. Noch bevor er 15 Jahre alt wurde, begann er als Autodidakt die Medizin zu studieren und wurde praktizierender Arzt. Er studierte ferner Philosophie.
Er verdingte sich auch als Astrologe, um seine philosophischen und medizinischen Studien fortführen zu können. Ebenfalls bekannt ist er für seine Beobachtung der Supernova 1006.
Er war Leibarzt des Fatimidenkalifen Mustanṣir. Später war er in Diensten des Kalifen al-Hakim und war der Oberste der ägyptischen Ärzte dieser Zeit. Ali ibn Ridwan verfasste einige bedeutende Bücher zur arabischen Medizin.
Um 1051 schrieb er Dafe' Madaar al Abdaan Be Ard Misr – Das Vermeiden von Schädigungen am Körper im Land Ägypten. Dieses Werk wurde später ins Lateinische übersetzt und im christlichen Frankenreich benutzt. Das zweite Buch Al-Oussool fi al Tibb – Die Prinzipien der Medizin wurde später ins Hebräische übersetzt.
Des Weiteren verfasste er einige kurze Abhandlungen über diverse medizinische Themen, u. a. über Lepra, Elephantiasis, Epidemien, Dyspnoe. Er ist bekannt für seine Kommentare zu den medizinischen Werken Hippokrates’, Claudius Ptolemäus’ und Galenos’. Sein Kommentar zu Galenos’ Ars Parva wurde von Samuel ibn Tibbon ins Hebräische übersetzt. Ali ibn Ridwan, der (wohl am Bagdader ʿAdudī-Krankenhaus) auch ein Schüler des nestorianischen Arztes, Philosophen und Theologen Abdallāh Ibn aṭ-Ṭaiyib († 1043) gewesen war, wechselte mit dem Bagdader Mediziner Ibn Butlan mehrere, teils polemisch geführte, Streitschriften.
Nach Alistair Cameron Crombie trug er auch zur Theorie der Induktion bei.
Im Mittelalter wurde Ali oft als einer der Vier Weltweisen dargestellt.

## Werke
- Kommentar zu Ptolemäus’ Tetrabiblos
- Luca Gaurico (Hrsg.): De revolutionibus nativitatum, Venedig (1524)
- Tractatus de cometarum significationibus per xii signa zodiaci, Nürnberg (1563)